# غربة (مسرحية)
غربة مسرحية سورية هادفة واجتماعية وسياسية قام بأداء دور دريد لحام والفنان الكبير نهاد قلعي وأسرة فرقة تشرين السورية.
أظهرت المسرحية واقع الوطن العربي في فترة السبعينيات بشكل كوميدي ساخر ونص منقطع النظير، تدور أحداث المسرحية حول ضيعه «قريه» اسمها غربه يحكمها بيك يقوم باستعباد المواطنين وسلب خيراتهم وتركهم يعانون التخلف.
قصة الكاتب الكبير محمد الماغوط، تدور قصة المسرحية عن الغربة والحنين للوطن المسرحية بالاشتراك مع عدد من نجوم سوريا منهم:
ياسر العظمة وأسامة الروماني وسامية الجزائري وعمر حجو وصباح جزائري وعدد من نجوم ونجمات الفن في سوريا. حققت نجاحاً كبيراً على المستوى العربي.